# Toy Dolls

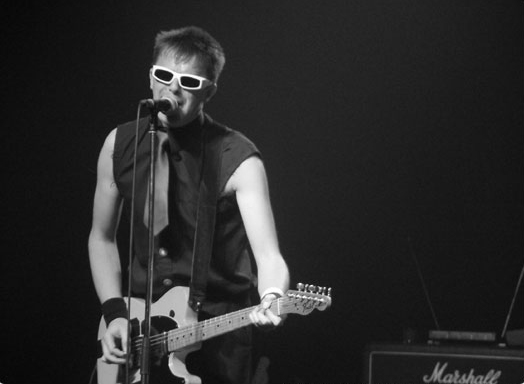
Olga live in 2005

De Toy Dolls is een Engelse punkgroep uit Sunderland, ontstaan in oktober 1979.

## Leden
De groep is opgericht door Pete Zulu (Peter Robson), de leadzanger, Olga (Michael Algar), gitaar, Flip (Philip Dugdale), basgitaar en Mr Scott (Colin Scott), drummer. Nadat Pete Zulu de groep verliet nam Olga de rol van leadzanger over, met zijn typische stem de groep een speciaal stempel gevend. De groep is meermaals van samenstelling veranderd, Olga is nog het enige originele lid van de band.
De groep bestaat nog steeds. In 2009 speelde de band 'Our last Tour?'. De groep bestaat op dit moment uit Olga, Tommy Goober (op bas) en The Amazing Mr. Duncan (Duncan Redmonds, drums). In 2010 stond er een release voor een nieuwe cd op de planning en werd er gewerkt  aan "The tour after the last tour".

## Muziekstijl
Daar waar punk nog weleens politiek geëngageerd is, hebben de Toy Dolls ervoor gekozen om punk vooral feestelijk te laten zijn. Ze steken de draak met politiek door nummers als "Yul Brynner Was A Skinhead", "My Girlfriend's Dad's A Vicar" en "James Bond Lives Down Our Street".
Op elke cd staat ook een punk cover van een bekend nummer. Meestal worden deze nummers dan up-tempo gespeeld. De Toy Dolls hebben de volgende nummers gecoverd: "Toccata in Dm", "Sabre Dance", "Livin' La Vida Loca", "Lazy Sunday Afternoon", "I'm gonna be (500 miles)", " The Final Countdown" en "Blue suede shoes.
De cd's beginnen vaak met een kort intro met een catchy gitaarriff, en ze eindigen met een outro die vaak een langere versie is van de intro-riff. Ook worden veel nummers in het intro en outro voorzien van humoristische hoorspelachtige stukjes.

## Discografie
Albums:
- Dig that groove (1983)
- A far out Disc (1985)
- Idle gossip (1986)
- Bare faced cheek (1987)
- Ten years of toys (1989)
- Wakey wakey (1989)
- 22 Tunes live from Tokyo (1990)
- Fat bob's feet (1990)
- Absurd ditties (1993)
- Orchastrated (1995)
- One more megabyte (1997)
- On stage in Stuttgart (1999)
- Anniversary Anthems (2000)
- Our last album? (2004)
- Treasured Toy Dolls Tracks (2006)
- The album after the last one (2012)
- Episode XIII (2019)

Compilatie cd's:
- The singles (1986 vinyl, 1992 cd)
- High spirits (1990)
- The collection (1992)
- The volume years (4cd 1992)
- The receiver years (4cd 1994)
- The history (2cd 1996)
- The history II (2cd 1998)
- Wonderful world (1999)
- Very high spirits (2001)
- The best of (2001)
- We're mad (the anthology) (2002)
- Covered in Toy Dolls (2002)

Video/dvd:
- We're Mad (video)
- Idle Gossip (video)
- Live in Japan (video)
- Our last DVD (dvd)
- We're Mad/Idle Gossip (dvd)